# Peer Brensing
Peer Bernd Brensing (* 12. Dezember 1946 in Düsseldorf) ist ein deutscher Schauspieler bei Bühne und Fernsehen sowie Dramaturg und Theaterregisseur.

## Leben und Wirken
Peer Brensing wurde als Sohn von Helga, Freifrau von Mauchenheim, geboren. Nach der mittleren Reife absolvierte er die Folkwang-Hochschule in Essen und die Schauspielschule von Lee Strasberg in New York.
Nach dieser Ausbildung führten Film- und Fernsehreisen Brensing auf Tourneen durch Deutschland, Europa sowie nach Süd- und Nordamerika. In Deutschland wirkte er seit seinem 20. Lebensjahr an Bühnen wie Remscheids Westdeutsches Tourneetheater und Wuppertals Zimmertheater, am Landestheater Hannover und an den Städtischen Bühnen Bielefeld. Seit 1982 arbeitet er auch als Regisseur. So inszenierte er 1982 Maria Stuart am Städtebundtheater Hof und 1984 Hamlet an den Städtischen Bühnen Bielefeld. Des Weiteren führte er Regie unter anderem bei Der Geizige, Der General Sutter, Der Hauptmann von Köpenick, Der zerbrochne Krug und Letzte Karnevalsnacht.
Auf der Bühne hatte er die Hauptrollen in Galileo Galilei, Prinz von Homburg, Puntila und anderen Theaterstücken.
Seinen Fernseheinstand gab Brensing 1968 an der Seite der damaligen Nachwuchskünstler Jürgen Flimm und Marius Müller-Westernhagen, wie er ein gebürtiger Düsseldorfer. In der Folgezeit teilte Peer Brensing seine künstlerische Tätigkeit zwischen Fernsehen und Bühne (Engagements u. a. in Düsseldorf, Hannover und Ruhrfestspiele in Recklinghausen) auf.
Brensing ist verheiratet, hat zwei Kinder (Björn Kai und Marcus Frédéric) und lebt in Lindau (Bodensee). Er spricht neben Deutsch auch Englisch und Portugiesisch. Privat verfasst er Gedichte und Theaterstücke.

## Filmografie (Auswahl)
- 1968: Der Unfall
- 1969: Schrott
- 1969: Nachrichten aus der Provinz
- 1970: Sessel zwischen den Stühlen
- 1970: Keine Zeit für Abenteuer
- 1970: Tatort: Kressin und der tote Mann im Fleet
- 1975: Shirins Hochzeit
- 1977: Prosperos Traum
- 1977: MS Franziska
- 1978: Tatort: Lockruf
- 1978: Blutspur (Bloodline)
- 1979: Das verbotene Spiel
- 1979: Der Ringer (The American Success Company)
- 1981: Das Käthchen von Heilbronn oder: Die Feuerprobe
- 1987: Wallenstein